# Línea 20 (TUZSA)
La línea 20 era una línea regular diurna de los Transportes Urbanos de Zaragoza (TUZSA) que realizaba el recorrido comprendido entre la Plaza Paraíso y el barrio Actur-Rey Fernando.
Tuvo una frecuencia media de 6 minutos.

## Historia
Esta línea fue inaugurada en el año 1996, teniendo varias modificaciones de su itinerario, a lo largo de su historia, siendo estos por orden cronológico:
- ROMAREDA-POLÍGONO DE SANTIAGO
- CASABLANCA-POLÍGONO DE SANTIAGO
- CASABLANCA-ACTUR-REY FERNANDO
- PLAZA PARAÍSO-ACTUR-REY FERNANDO

En 2010, esta línea de autobús urbana fue la décima más usada. Su servicio se clausuró por completo el 1 de agosto de 2013.
utilizaba entre 10 y 15 vehículos, dependiendo de las franjas horarias. Habitualmente estaban asignados a la línea los vehículos: Mercedes-Benz O-405GN2 Hispano VOV II de la serie 2015 a 2025. Posteriormente, al clausurar el servicio esta línea, estos vehículos fueron asignados a las líneas 24 y 33 hasta 2015, cuando fueron retirados al cumplir su vida útil de servicio entre 15 y 17 años de antigüedad.

## Desvíos actuales (no incluidos en la tabla)
No hay desvíos actualmente.